# Zuidhoorn

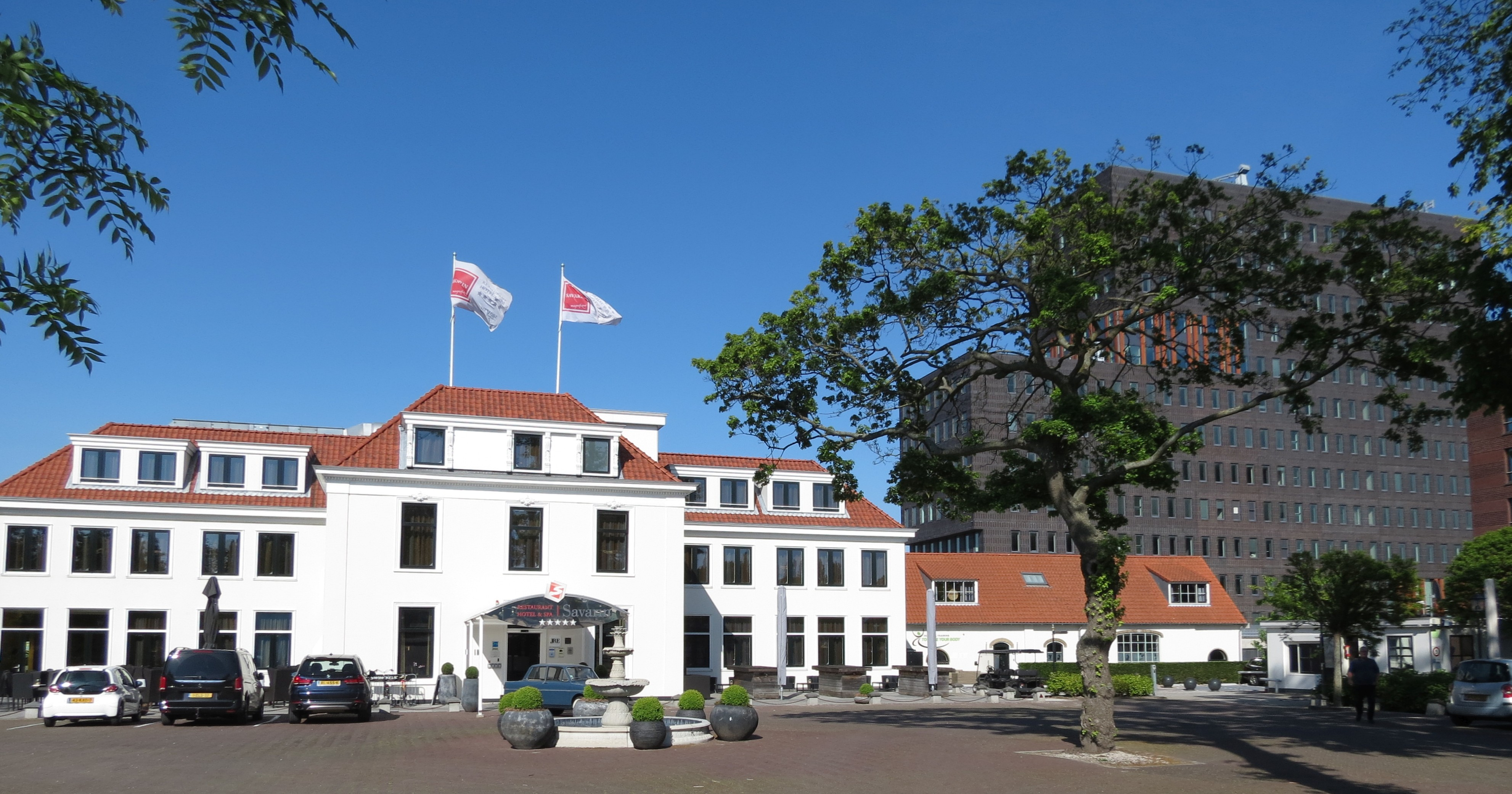
Hotel Savarin op voormalig landgoed Zuidhoorn in Rijswijk (Zuid-Holland)

Zuidhoorn is een van de minder bekende buitenplaatsen in de Nederlandse plaats Rijswijk (Zuid-Holland).
In 1642 kocht Evert van Barlehaer 35 morgen grond met boerderij in de (Nieuwe) Broekpolder. Zijn kleinzoon, advocaat Johan ter Ham raakte de bezitting in 1695 kwijt bij een openbare verkoping vanwege een schuld. De nieuwe eigenaar, de Haagse schepen Sacharius de Swart bouwde waarschijnlijk de buitenplaats, want op een kaart van Nicolaus Cruquius uit 1712 is de buitenplaats met een grote tuin afgebeeld. Op de kaart wordt de naam Zuidhoorn nog niet vermeld, maar wel in 1720 bij verkoping na het overlijden van de Swart. Tot in de 20e eeuw was Zuidhoorn in bezit van verschillende eigenaren. De laatste eigenares, mevrouw de Drevon bepaalde in haar testament dat het pand een liefdadige bestemming moest krijgen; het werd daarom in 1933 aan het Leger des Heils verhuurd. In de Tweede Wereldoorlog werd Zuidhoorn door de Duitsers geconfisqueerd. Van 1944 tot 1947 vonden de Kruisvaarders van St. Jan er een onderkomen omdat hun huis Ora et Labora aan de van Vredenburchweg door een V2-raket was verwoest. Na de oorlog werd Zuidhoorn, inmiddels een gemeentemonument, gerenoveerd, en het is sinds 2011 een 5-sterren hotel onder de naam Savarin.